# FC Urbar
Der FC Germania 1911 Urbar ist ein Fußballverein aus Urbar bei Koblenz. Er wurde am 18. April 1911 in diesem Ort gegründet.

## Geschichte
Der FC Urbar qualifizierte sich 1949 für die Landesliga Nord, die damals 1. Amateurliga in diesem Bereich. 1952/53 war der FC Urbar Gründungsmitglied der Amateurliga Rheinland. Als Urbar 1955 in die 2. Amateurliga abgestiegen war, gelang nach zwei Jahren der Wiederaufstieg. 1958 nahm der FC Urbar am DFB-Pokal teil und schied in der zweiten Runde gegen Wormatia Worms aus. 1965 stieg die Mannschaft in die A-Klasse ab. Derzeit (Stand: Saison 2017/18) spielt der FC Urbar in der neuntklassigen Kreisliga B im Kreis Koblenz.